# Рібейран-Піріс
Рібейран-Пірес (порт. Ribeirão Pires) — місто і муніципалітет у бразильському штаті Сан-Паулу, частина Регіону ABC в межах міської агломерації Великий Сан-Паулу. Місто обслуговує Лінія 10 поїздів системи CPTM. Муніципалітет було утворено в 1953 році, коли його відділили від Санту-Андре.
| Бразилія | Це незавершена стаття з географії Бразилії. Ви можете допомогти проєкту, виправивши або дописавши її. |